# Tour de France 2015
Die Tour de France 2015 war die 102. Austragung des wichtigsten Etappenradrennens der Welt. Sie führte über 3360 Kilometer und 21 Etappen durch die Niederlande, Belgien und Frankreich. Nach dem Start im niederländischen Utrecht am 4. Juli 2015 ist sie am 26. Juli traditionsgemäß auf der Avenue des Champs-Élysées in Paris zu Ende gegangen.
Gesamtsieger wurde der Brite Chris Froome, der damit seinen zweiten Tour-Sieg nach 2013 erreichte. Auf den Plätzen zwei und drei in der Gesamtwertung folgten der Kolumbianer Nairo Quintana und der Spanier Alejandro Valverde.

## Ausgangslage

### Zusammensetzung des Teilnehmerfelds

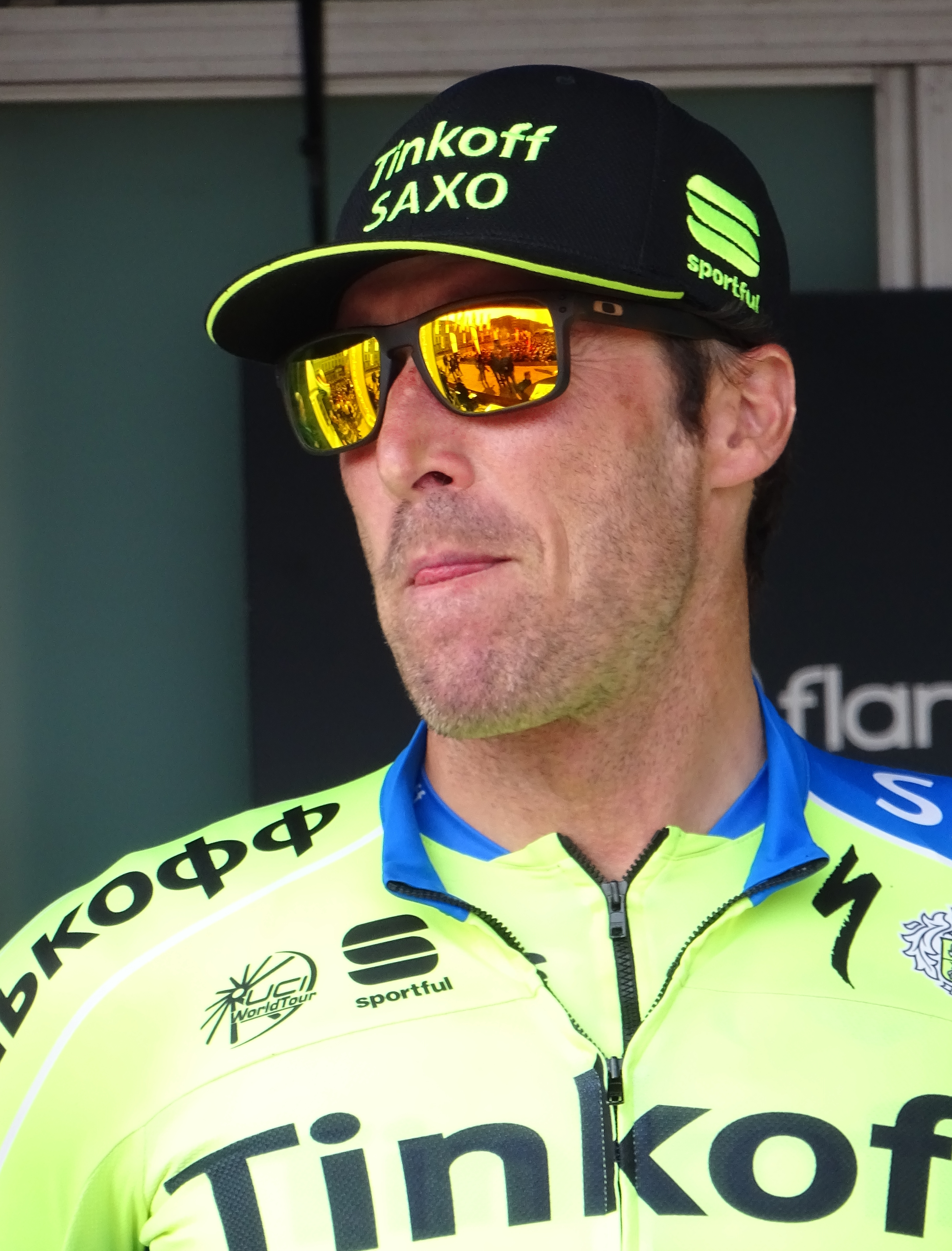
Matteo Tosatto, ältester Fahrer im Feld

Es nahmen 198 Fahrer in 22 Mannschaften zu je neun Startern an der Rundfahrt teil. Die Teilnehmer stammten aus 32 Nationen. Das größte Kontingent stellte traditionell das Heimatland der Tour. Es nahmen 41 Franzosen an der Rundfahrt teil. Nach Frankreich folgten die Niederlande mit 20 Fahrern, Italien mit 16, Spanien mit 15 und Belgien mit elf Sportlern. Je zehn Rennfahrer kamen aus Australien, Deutschland, der Schweiz und dem Vereinigten Königreich. Zudem waren drei Österreicher am Start.
Der am 14. Mai 1974 geborene Italiener Matteo Tosatto war mit 41 Jahren ältester Starter der Tour de France 2015. Tosatto fuhr 1997 seine erste Frankreich-Rundfahrt und nahm 2015 zum elften Mal daran teil. In den Vorjahren hatte den Altersrekord stets der Deutsche Jens Voigt gehalten, der zum Ablauf der Saison 2014 seine Karriere beendete. Der 21 Jahre alte Eritreer Merhawi Kudus (* 23. Januar 1994) war der jüngste Starter des Feldes. Der Franzose Florian Sénéchal wurde am 10. Juli 2015 während der 7. Etappe 22 Jahre alt. Das Durchschnittsalter der Tour-Teilnehmer lag bei 29,2 Jahren. In die Wertung der Nachwuchsfahrer mit Geburtsjahrgang 1990 und später fielen 32 Sportler, etwa 16 Prozent des Feldes.

### Mannschaften und Fahrer
An der Tour de France 2015 nahmen die 17 UCI WorldTeams teil. Darüber hinaus hat der Veranstalter A.S.O fünf weitere UCI Professional Continental Teams eingeladen. Erstmals seit der Tour de France 2010 nahm wieder ein unter deutscher Lizenz fahrendes Pro- bzw. WorldTour-Team an der Frankreich-Rundfahrt teil. Zwei deutsche Mannschaften gab es zuletzt bei der Austragung 2008. Das Schweizer Team IAM nahm nach 2014 zum zweiten Mal an der Tour teil. Mit MTN-Qhubeka startete erstmals eine Mannschaft aus Südafrika.

#### WorldTeams
Ag2r La Mondiale (ALM)
→ Start- und Ergebnisliste
Für das Team traten der Vorjahreszweite Jean-Christophe Péraud und der Vorjahressechste Romain Bardet als Kapitäne für das Gesamtklassement an. Christophe Riblon wurde bei der Tour 2013 als angriffslustigster Fahrer ausgezeichnet. Im vorherigen Jahr gewann ag2r die Mannschaftswertung der Tour.
 Astana Pro Team (AST)
→ Start- und Ergebnisliste
Die kasachische Astana-Mannschaft ging mit Titelverteidiger Vincenzo Nibali aus Italien ins Rennen. Nibali wurde 2015 bereits italienischer Meister und wurde unter anderem durch Jakob Fuglsang, Tanel Kangert und den Sieger des Giro d’Italia 2011, Michele Scarponi, unterstützt.
 BMC Racing Team (BMC)
→ Start- und Ergebnisliste
Kapitän der BMC-Mannschaft war der Amerikaner Tejay van Garderen, zweimal Fünfter bei den Tour-Teilnahmen 2012 und 2014 sowie Weltmeister im Mannschaftszeitfahren 2014. Mit Samuel Sánchez startete ein mehrfacher Top-Ten-Fahrer bei den Grand Tours für das Team. Damiano Caruso fuhr bei den letzten beiden großen Landesrundfahrten unter die besten Zehn. Auf flacheren Etappen kam beispielsweise Daniel Oss für Sprints infrage.
 Etixx-Quick Step (EQS)
→ Start- und Ergebnisliste
Der Pole Michał Kwiatkowski ging als amtierender Meister im Einzelzeitfahren seines Landes sowie als Weltmeister im Straßenrennen 2014 in Rennen. Rigoberto Urán aus Kolumbien wurde beim Giro d’Italia zweimal Zweiter. Als Sprintspitze startete der 25-malige Tour-Etappensieger Mark Cavendish für das belgische Team. Aus deutscher Sicht war außerdem der Zeitfahrspezialist Tony Martin zu nennen.
 FDJ (FDJ)
→ Start- und Ergebnisliste
Thibaut Pinot erreichte im Vorjahr den Bronzerang und gewann die Nachwuchswertung; er war damit aussichtsreichster Fahrer der von der französischen Lottogesellschaft gesponserten Mannschaft. Unterstützt wurde er beispielsweise von Alexandre Geniez, der in diesem Jahr bereits Neunter des Giro d’Italia wurde. Auf Flachetappen hatte Arnaud Démare Chancen, in Sprintentscheidungen einzugreifen.
 IAM Cycling (IAM)
→ Start- und Ergebnisliste
Kapitän der Schweizer Mannschaft war Mathias Frank, der seine zweite Tour de France bestritt und in den Vorjahren insbesondere bei der Tour de Suisse erfolgreich war. Ebenfalls starten der österreichische Zeitfahrspezialist Matthias Brändle sowie der französische Altmeister Sylvain Chavanel. Chavanel nahm zum 15. Mal an der Tour teil.
 Team Katusha (KAT)
→ Start- und Ergebnisliste
Joaquim Rodríguez, der spanische Kapitän der russischen Mannschaft, erreichte mit dem Bronzerang im Jahr 2013 sein bisher bestes Resultat bei einer Tour de France. Im Vorfeld der Rundfahrt konnte Rodríguez die Baskenland-Rundfahrt gewinnen. Im Sprintbereich war Alexander Kristoff aus Norwegen im Vorjahr Zweitplatzierter der Punktewertung hinter Peter Sagan.
 Lampre-Merida (LAM)
→ Start- und Ergebnisliste
Das Team startete mit Rui Costa, dreifachem Gewinner der Tour de Suisse und dreifachem Tour-Etappensieger, als Kapitän in die Rundfahrt. Rubén Plaza konnte bereits einmal bei der Spanien-Rundfahrt in die Top Ten fahren und dort eine Etappe gewinnen. Mit Nélson Oliveira stand zudem der amtierende portugiesische Meister im Einzelzeitfahren im Aufgebot der italienischen Mannschaft.
 Lotto Soudal (LTS)
→ Start- und Ergebnisliste
Der Franzose Tony Gallopin trug im Vorjahr für einen Tag das Gelbe Trikot für seine belgische Mannschaft. André Greipel aus Deutschland hatte seit 2011 bei jeder Frankreich-Rundfahrt mindestens eine Flachetappe im Sprint für sich entscheiden können. Ebenfalls Teil der neunköpfigen Mannschaft waren Lars Bak aus Dänemark und Greg Henderson aus Australien.
 Movistar Team (MOV)
→ Start- und Ergebnisliste
Im Aufgebot der spanischen Movistar-Mannschaft standen zum einen mit dem Kolumbianer Nairo Quintana der Sieger des Giro d’Italia 2014 und der Zweitplatzierte der Tour 2013, zu anderem mit Alejandro Valverde einer der erfolgreichsten Rennfahrer der letzten Jahre, der zudem vor dem Start der Rundfahrt die Fahrerwertung der UCI WorldTour anführte. Ebenfalls im Team vertreten waren der Spanier Gorka Izagirre und der Italiener Adriano Malori.
 Orica GreenEdge (OGE)
→ Start- und Ergebnisliste
Die australische Mannschaft hatte mit Luke Durbridge und Svein Tuft Zeitfahrspezialisten sowie mit Michael Matthews einen Siegkandidaten bei anspruchsvolleren Flachetappen im Touraufgebot. Das Team gewann beim Giro 2015 bereits das Mannschaftszeitfahren, das bei der Tour als 9. Etappe ausgetragen wurde.
 Team Sky (SKY)
→ Start- und Ergebnisliste
Das britische Team Sky um den Tour-Sieger von 2013, Chris Froome, trat zu dessen Unterstützung mit dem zu Saisonbeginn sehr erfolgreichen Richie Porte und dem Vorjahressiebten und Sechsten des Giro 2015, Leopold König, an. Froome gewann 2015 bereits die Andalusien-Rundfahrt und das Critérium du Dauphiné.
 Team Cannondale-Garmin (TCG)
→ Start- und Ergebnisliste
Andrew Talansky war bereits einmal Zehnter bei der Tour de France 2013 und Siebter bei der Vuelta 2012 und ging als amtierender amerikanischer Meister im Einzelzeitfahren ins Rennen. Er wurde bei der Absolvierung der Rundfahrt unter anderem von Ryder Hesjedal, dem Sieger des Giro 2012, und Daniel Martin unterstützt. Martin gewann 2013 eine Etappe bei der Tour.
 Tinkoff-Saxo (TCS)
→ Start- und Ergebnisliste
Teamleader Alberto Contador gewann die Tour bereits zweimal sowie 2014 die Vuelta a España und 2015 den Giro d’Italia. Unterstützt wurde er unter anderem vom zweimaligen Giro-Sieger Ivan Basso, von Roman Kreuziger und Michael Rogers. Ebenfalls für die russische Mannschaft fuhren der Bergspezialist Rafał Majka und der dreimalige Gewinner des Grünen Trikots der Tour de France, Peter Sagan.
 Trek Factory Racing (TFR)
→ Start- und Ergebnisliste
Die amerikanische Mannschaft startete mit Bauke Mollema und Haimar Zubeldia ins Rennen. Beide konnten im letzten Jahr unter die besten Zehn fahren, Zubeldia als Achter, Mollema als Zehnter. Ebenfalls im Aufgebot war der mehrfache Zeitfahr-Weltmeister und Zeitfahr-Olympiasieger von 2008 Fabian Cancellara aus der Schweiz. Julián Arredondo gewann beim Giro 2014 die Bergwertung.
 Team Giant-Alpecin (TGA)
→ Start- und Ergebnisliste
Das einzige deutsche UCI WorldTeam ging in Abwesenheit des formschwachen Marcel Kittel mit John Degenkolb als Sprintspitze in die Tour de France 2015. Degenkolb gewann 2015 mit Mailand–Sanremo und Paris–Roubaix bereits zwei Klassiker. Für den Sieg im Eröffnungszeitfahren kam der Niederländer Tom Dumoulin infrage.
 Team Lotto NL-Jumbo (TLJ)
→ Start- und Ergebnisliste
Robert Gesink, Wilco Kelderman, Steven Kruijswijk und Laurens ten Dam konnten sich bereits einmal unter den Top Ten einer der Grand Tours platzieren, zuletzt gelang es Kruijswijk mit dem siebten Platz beim Giro 2015. Kelderman wurde 2015 niederländischer Meister im Einzelzeitfahren.

#### Professional Continental Teams
Bora-Argon 18 (BOA)
→ Start- und Ergebnisliste
Im letzten Jahr hatte das deutsche Team mit Leopold König einen Fahrer auf Platz sieben der Gesamtwertung gebracht. Nachdem er zu Sky gewechselt war, übernahm 2015 Dominik Nerz zusammen mit dem Sprinter Sam Bennett die Kapitänsrolle. Außerdem standen mit Bartosz Huzarski der polnische Meister im Einzelzeitfahren und mit Emanuel Buchmann der deutsche Meister auf der Straße in der Startliste des Teams.
 Bretagne-Séché Environnement (BSE)
→ Start- und Ergebnisliste
Die französische Mannschaft setzte im Kampf um Etappensiege vor allem auf Pierrick Fédrigo, der bereits viermal eine Etappe bei der Tour gewinnen konnte. Dazu standen mit Eduardo Sepúlveda und Brice Feillu zwei gute Bergfahrer im Kader. Der Argentinier Sepúlveda war der einzige Nicht-Franzose im Touraufgebot der Mannschaft, die zum zweiten Mal zur Teilnahme nominiert war.
 Cofidis, Solutions Crédits (COF)
→ Start- und Ergebnisliste
Die französische Cofidis-Mannschaft wollte vor allem mit dem in dieser Saison unter Vertrag genommenen Sprinter Nacer Bouhanni um Etappensiege auf Flachetappen kämpfen. Zur Unterstützung wurden ihm unter anderem Christophe Laporte und Geoffrey Soupe als Anfahrer zur Seite gestellt. In den Bergetappen sollte sich Daniel Navarro in der Gesamtwertung gut platzieren.
 Team Europcar (EUC)
→ Start- und Ergebnisliste
Die Europcar-Mannschaft trat ausschließlich mit französischen Fahrern an, von denen die bekanntesten Pierre Rolland und Thomas Voeckler waren. Rolland gewann 2011 die Nachwuchswertung der Tour und konnte die Rundfahrt bereits zweimal unter den zehn Bestplatzierten abschließen. Voeckler, Spezialist für Ausreißversuche, erreichte seine beste Tour-Platzierung 2011, als er zehn Etappen lang das Gelbe Trikot trug. Bryan Coquard war bei der Frankreich-Rundfahrt 2014 Dritter der Sprintwertung.
 MTN-Qhubeka (MTN)
→ Start- und Ergebnisliste
MTN-Qhubeka war die erste südafrikanische Mannschaft, die an einer Tour de France teilnahm. Im Aufgebot hatte sie drei Südafrikaner sowie zwei Fahrer aus Eritrea. Darunter war Daniel Teklehaimanot, der seit 2010 fast durchgängig Afrikameister im Einzel- und Mannschaftszeitfahren war. Bekannte Fahrer der Mannschaft waren Edvald Boasson Hagen, zweifacher Tour-Etappensieger im Jahr 2011, und Tyler Farrar, der als Sprinter ebenfalls schon mehrfach Grand-Tour-Etappen gewann.

### Änderungen im Reglement
Der Sieger einer Flachetappe erhielt im Vergleich zu den Vorjahren eine größere Anzahl an Punkten für die Punktewertung. Die Etappen waren in sechs Punktekategorien eingeteilt. Je flacher das Profil einer Etappe, desto höher war sie kategorisiert und desto mehr Punkte konnte der Sieger erzielen. Die ersten drei Fahrer im Ziel einer Etappe der Punktekategorie 1 (flach) erhielten nun 50, 30 und 20 Punkte. In den Kategorien 2 und 3 (hügelig) wurden 30, 25 und 22 Punkte vergeben, für Kategorie 4, 5 und 6 (Bergetappen und Zeitfahren) gab es 20, 17 und 15 Punkte. Insgesamt wurden wie in den Vorjahren bis zum 15. Platz abgestuft Punkte vergeben. Die Änderung sollte reinen Sprintern bessere Chancen im Kampf um das Grüne Trikot einräumen. Letztmals wurde das Punkteschema zur Tour de France 2011 überarbeitet.
Als weitere Änderung wurden Zeitgutschriften wieder eingeführt, nachdem die Vergabe von Bonussekunden zur Tour de France 2008 abgeschafft worden war. Auf allen Etappen, mit Ausnahme der Zeitfahren, erhielten die ersten drei Fahrer im Ziel eine Zeitgutschrift in Höhe von zehn, sechs und vier Sekunden.

## Tourverlauf

### Grand Départ
Die Tour de France 2015 startete in der niederländischen Großstadt Utrecht, die sich zwölf Jahre nacheinander um den Grand Départ der Rundfahrt beworben hatte. Damit begann sie im Jahr 2015 zum sechsten Mal in den Niederlanden. Die erste Etappe wurde am 4. Juli als 13,8 Kilometer langes Einzelzeitfahren auf den Straßen Utrechts ausgetragen. Auch die zweite Etappe nahm ihren Anfang in der viertgrößten Stadt der Niederlande.
Für die Ausrichtung des Grand Départs zahlte die Stadt Utrecht dem Veranstalter insgesamt vier Millionen Euro. Da die Stadt weitere Ausgaben getätigt hat, belaufen sich die Ausgaben der Stadt auf 16,8 Millionen Euro.
Die Einnahmen der Stadt wurden in der Evaluation der Veranstaltung mit 33,6 (€ 33.617.897.79) Millionen Euro beziffert.

### Streckenführung und Etappenplan

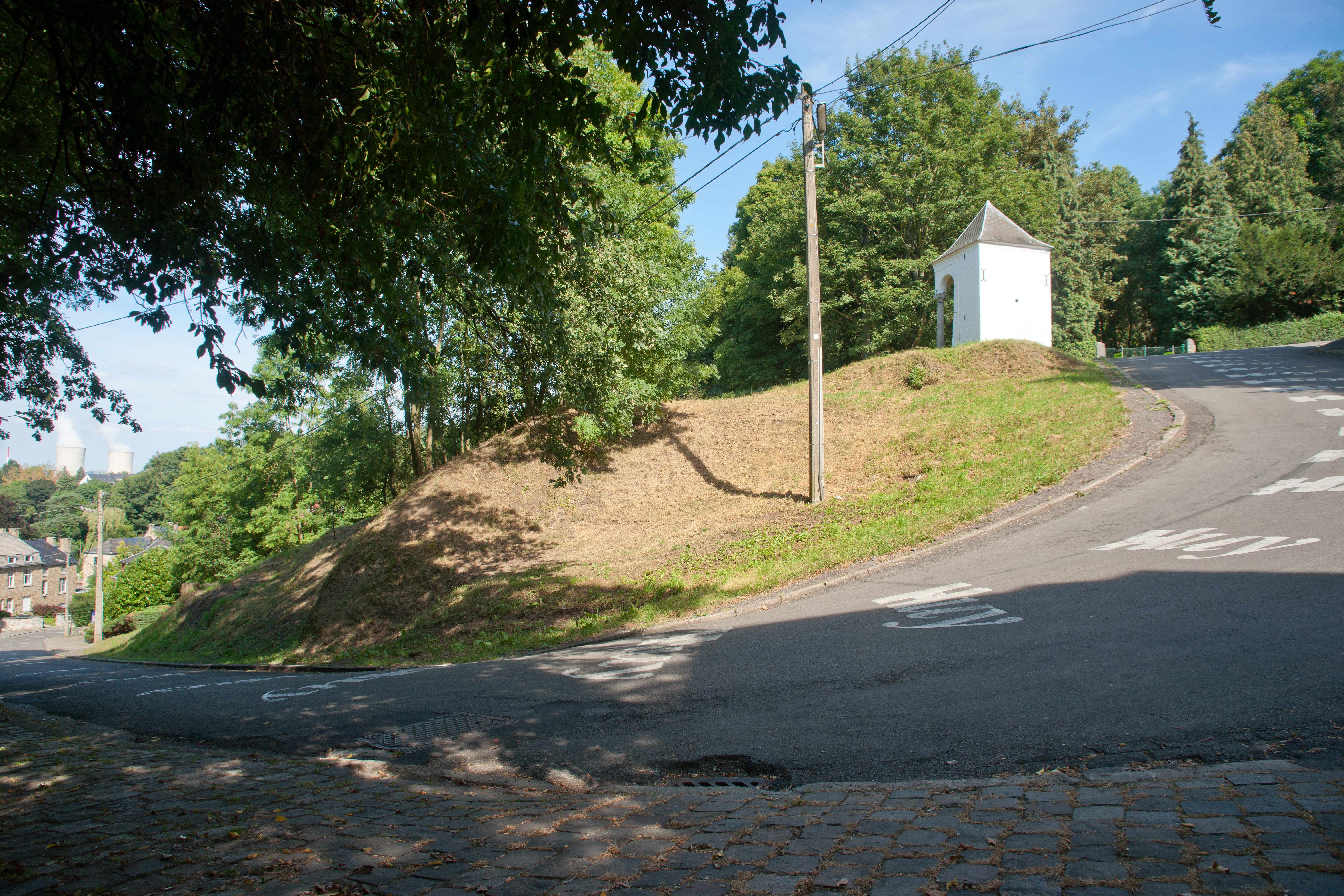
Die Mauer von Huy

Nach dem Eröffnungszeitfahren in Utrecht über 13,8 Kilometer ging es auf der zweiten Etappe flach nach Zeeland. Die dritte Etappe mit Start in Antwerpen und Ziel in Huy führte durch Belgien. Die Etappe endete an der Mauer von Huy, einem Anstieg mit einer Länge von 1,3 Kilometern bei einer Steigung von durchschnittlich 10 Prozent und maximal 27 Prozent. Mit der Mauer von Huy hatte die Etappe das gleiche Ziel wie der Frühjahrsklassiker La Flèche Wallonne. Nach dem Start im belgischen Seraing endete die vierte Etappe in Frankreich. Auf dem Weg nach Cambrai führte die Strecke unter anderem über sieben Kopfsteinpflaster-Sektoren mit einer Gesamtlänge von 13,3 Kilometern. In Frankreich führte die Rundfahrt gegen den Uhrzeigersinn durch das Land. Die in Meeresnähe ausgetragenen Etappen der ersten Rennwoche waren trotz des flachen Profils aufgrund der möglichen Windkanten anspruchsvoll. Die erste Woche endete mit der Ankunft in Mûr-de-Bretagne. Das folgende Mannschaftszeitfahren über 28 Kilometer zwischen Plumelec und Vannes war das zweite und letzte Zeitfahren der Tour 2015. Damit gab es nur 41,8 Zeitfahr-Kilometer während der gesamten Rundfahrt.
Nach dem ersten Ruhetag standen in der zweiten Woche die Pyrenäen auf dem Tourplan. Erstmals endete mit der zehnten Etappe ein Teilstück der Rundfahrt auf dem Col de la Pierre Saint-Martin. Die Durchquerung des Hochgebirges endete mit der 195 Kilometer langen zwölften Etappe und der Bergankunft am Plateau de Beille. Zum Ende der zweiten und Beginn der dritten Woche hatten die Sprinter auf den Überführungsetappen zu den Alpen erneut Chancen auf Etappensiege. Dabei wurde unter anderem das Zentralmassiv durchfahren. Danach wurde es auf der 16. Etappe nach Gap wieder bergiger. Nach dem Ruhetag dort wurden die Alpen auf vier Hochgebirgsetappen durchquert. Bergankünfte waren in Pra-Loup, in La Toussuire und in Alpe d’Huez. Außerdem war das im Tal gelegene Saint-Jean-de-Maurienne Zielort der 18. Etappe sowie Startort der 19. Etappe. Aufgrund eines Erdrutsches musste die Streckenführung der 20. Etappe geändert werden. Der Verlauf führte nun nicht mehr über den ursprünglich geplanten Col du Galibier, sondern ein zweites Mal über den Col de la Croix de Fer, der bereits Teil der 19. Etappe war. Die Rundfahrt endet mit der 21. Etappe nach 3360 Kilometern traditionell auf der Avenue des Champs-Élysées in Paris.
Insgesamt waren 57 Anstiege zu bewältigen, darunter sieben der schwersten Kategorie, der Hors Catégorie (HC), an sechs verschiedenen Bergen:
| Etappe | Anstieg                       | Kategorie | Höhe   | Länge   | Steigung | Punkte | Bemerkung                      |
| ------ | ----------------------------- | --------- | ------ | ------- | -------- | ------ | ------------------------------ |
| 10.    | Col de la Pierre Saint-Martin | HC        | 1610 m | 15,3 km | 7,4 %    | 50     | Bergankunft                    |
| 11.    | Col du Tourmalet              | HC        | 2115 m | 17,1 km | 7,3 %    | 25     | Souvenir Jacques Goddet        |
| 12.    | Plateau de Beille             | HC        | 1780 m | 15,8 km | 7,9 %    | 50     | Bergankunft                    |
| 18.    | Col du Glandon                | HC        | 1924 m | 21,7 km | 5,1 %    | 25     |                                |
| 19.    | Col de la Croix de Fer (I)    | HC        | 2067 m | 22,4 km | 6,9 %    | 25     |                                |
| 20.    | Col du Galibier               | HC        | 2645 m | 17,7 km | 6,9 %    | 25     | Souvenir Henri Desgrange       |
| 20.    | Col de la Croix de Fer (II)   | HC        | 2067 m | 29,0 km | 5,2 %    | 25     | Ersatz für den Col du Galibier |
| 20.    | Alpe d’Huez                   | HC        | 1850 m | 13,8 km | 8,1 %    | 50     | Bergankunft                    |

Kritik am Etappenplan verlautete vor allem aufgrund der wenigen Zeitfahrkilometer (13,8 im Einzel- und 28 im Mannschaftszeitfahren gegenüber 42,5 im Einzel- und 23 im Mannschaftszeitfahren bei der Tour 2011) und der späten Durchführung des Mannschaftszeitfahrens, dessen Ergebnis durch frühzeitige Ausfälle von Fahrern verzerrt werden könnte. Chris Froome, Sieger der Frankreich-Rundfahrt 2013 und Mitfavorit, erwog wegen der kurzen Zeitfahren einen Startverzicht, konzentrierte sich in der Saisonplanung dann aber doch auf die Tour.
| Etappe | Datum         | Startort                | Zielort                 | Typ                                         | km    | Etappensieger           | Kämpferischster Fahrer    |
| ------ | ------------- | ----------------------- | ----------------------- | ------------------------------------------- | ----- | ----------------------- | ------------------------- |
| 1.     | Sa., 4. Juli  | Utrecht                 | Utrecht                 |                                             | 13,8  | Rohan Dennis (BMC)      | nicht vergeben            |
| 2.     | So., 5. Juli  | Utrecht                 | Neeltje Jans            | Etappe ohne besondere Schwierigkeiten       | 166,0 | André Greipel (LTS)     | Michał Kwiatkowski (EQS)  |
| 3.     | Mo., 6. Juli  | Antwerpen               | Huy                     | mittelschwere Etappe                        | 159,5 | Joaquim Rodríguez (KAT) | Jan Bárta (BOA)           |
| 4.     | Di., 7. Juli  | Seraing                 | Cambrai                 | mittelschwere Etappe                        | 223,5 | Tony Martin (EQS)       | Vincenzo Nibali (AST)     |
| 5.     | Mi., 8. Juli  | Arras                   | Amiens                  | Etappe ohne besondere Schwierigkeiten       | 189,5 | André Greipel (LTS)     | Michael Matthews (OGE)    |
| 6.     | Do., 9. Juli  | Abbeville               | Le Havre                | Etappe ohne besondere Schwierigkeiten       | 191,5 | Zdeněk Štybar (EQS)     | Perrig Quéméneur (EUC)    |
| 7.     | Fr., 10. Juli | Livarot                 | Fougères                | Etappe ohne besondere Schwierigkeiten       | 190,5 | Mark Cavendish (EQS)    | Anthony Delaplace (BSE)   |
| 8.     | Sa., 11. Juli | Rennes                  | Mûr-de-Bretagne         | mittelschwere Etappe                        | 181,5 | Alexis Vuillermoz (ALM) | Bartosz Huzarski (BOA)    |
| 9.     | So., 12. Juli | Vannes                  | Plumelec                |                                             | 28,0  | BMC Racing Team         | nicht vergeben            |
|        | Mo., 13. Juli | Ruhetag in Pau          | Ruhetag in Pau          | Ruhetag                                     |       |                         |                           |
| 10.    | Di., 14. Juli | Tarbes                  | La Pierre Saint-Martin  | kurze mittelschwere Etappe                  | 167,0 | Chris Froome (SKY)      | Kenneth Vanbilsen (COF)   |
| 11.    | Mi., 15. Juli | Pau                     | Cauterets               | Etappe mit besonderen Schwierigkeiten       | 188,0 | Rafał Majka (TCS)       | Daniel Martin (TCG)       |
| 12.    | Do., 16. Juli | Lannemezan              | Plateau de Beille       | Etappe mit besonderen Schwierigkeiten       | 195,0 | Joaquim Rodríguez (KAT) | Michał Kwiatkowski (EQS)  |
| 13.    | Fr., 17. Juli | Muret                   | Rodez                   | mittelschwere Etappe                        | 198,5 | Greg Van Avermaet (BMC) | Thomas De Gendt (LTS)     |
| 14.    | Sa., 18. Juli | Rodez                   | Mende                   | mittelschwere Etappe                        | 178,5 | Steve Cummings (MTN)    | Pierre-Luc Périchon (BSE) |
| 15.    | So., 19. Juli | Mende                   | Valence                 | Etappe ohne besondere Schwierigkeiten       | 183,0 | André Greipel (LTS)     | Peter Sagan (TCS)         |
| 16.    | Mo., 20. Juli | Bourg-de-Péage          | Gap                     | mittelschwere Etappe                        | 201,0 | Rubén Plaza (LAM)       | Peter Sagan (TCS)         |
|        | Di., 21. Juli | Ruhetag in Gap          | Ruhetag in Gap          | Ruhetag                                     |       |                         |                           |
| 17.    | Mi., 22. Juli | Digne-les-Bains         | Pra-Loup                | Etappe mit besonderen Schwierigkeiten       | 161,0 | Simon Geschke (TGA)     | Simon Geschke (TGA)       |
| 18.    | Do., 23. Juli | Gap                     | Saint-Jean-de-Maurienne | Etappe mit besonderen Schwierigkeiten       | 186,5 | Romain Bardet (ALM)     | Romain Bardet (ALM)       |
| 19.    | Fr., 24. Juli | Saint-Jean-de-Maurienne | La Toussuire            | kurze Etappe mit besonderen Schwierigkeiten | 138,0 | Vincenzo Nibali (AST)   | Pierre Rolland (EUC)      |
| 20.    | Sa., 25. Juli | Modane                  | L’Alpe d’Huez           | kurze Etappe mit besonderen Schwierigkeiten | 110,5 | Thibaut Pinot (FDJ)     | Alexandre Geniez (FDJ)    |
| 21.    | So., 26. Juli | Sèvres                  | Paris, Champs-Élysées   | Etappe ohne besondere Schwierigkeiten       | 109,5 | André Greipel (LTS)     | nicht vergeben            |

### Wertungen im Tourverlauf
Die Tabelle zeigt den Führenden in der jeweiligen Wertung bzw. die Träger der Wertungstrikots oder farbigen Rückennummern am Ende der jeweiligen Etappe an. Eine detailliertere Übersicht über die Platzierungen nach einer Etappe bieten die einzelnen Etappenartikel, die in der ersten Spalte verlinkt sind.
| Etappe | Gesamtwertung           | Punktewertung          | Bergwertung                 | Nachwuchswertung           | Teamwertung         |
| ------ | ----------------------- | ---------------------- | --------------------------- | -------------------------- | ------------------- |
| 1.     | Rohan Dennis (BMC)      | Rohan Dennis (BMC) (1) | nicht vergeben              | Rohan Dennis (BMC) (2)     | Team Lotto NL-Jumbo |
| 2.     | Fabian Cancellara (TFR) | André Greipel (LTS)    | nicht vergeben              | Tom Dumoulin (TGA)         | BMC Racing Team     |
| 3.     | Chris Froome (SKY)      | André Greipel (LTS)    | Joaquim Rodríguez (KAT)     | Peter Sagan (TCS) (4), (5) | BMC Racing Team     |
| 4.     | Tony Martin (EQS) (3)   | André Greipel (LTS)    | Joaquim Rodríguez (KAT)     | Peter Sagan (TCS) (4), (5) | BMC Racing Team     |
| 5.     | Tony Martin (EQS) (3)   | André Greipel (LTS)    | Joaquim Rodríguez (KAT)     | Peter Sagan (TCS) (4), (5) | BMC Racing Team     |
| 6.     | Tony Martin (EQS) (3)   | André Greipel (LTS)    | Daniel Teklehaimanot (MTN)  | Peter Sagan (TCS) (4), (5) | BMC Racing Team     |
| 7.     | Chris Froome (SKY)      | André Greipel (LTS)    | Daniel Teklehaimanot (MTN)  | Peter Sagan (TCS) (4), (5) | BMC Racing Team     |
| 8.     | Chris Froome (SKY)      | Peter Sagan (TCS)      | Daniel Teklehaimanot (MTN)  | Peter Sagan (TCS) (4), (5) | BMC Racing Team     |
| 9.     | Chris Froome (SKY)      | Peter Sagan (TCS)      | Daniel Teklehaimanot (MTN)  | Peter Sagan (TCS) (4), (5) | BMC Racing Team     |
| 10.    | Chris Froome (SKY)      | André Greipel (LTS)    | Chris Froome (SKY) (6), (7) | Nairo Quintana (MOV)       | Team Sky            |
| 11.    | Chris Froome (SKY)      | Peter Sagan (TCS)      | Chris Froome (SKY) (6), (7) | Nairo Quintana (MOV)       | Team Sky            |
| 12.    | Chris Froome (SKY)      | Peter Sagan (TCS)      | Chris Froome (SKY) (6), (7) | Nairo Quintana (MOV)       | Movistar Team       |
| 13.    | Chris Froome (SKY)      | Peter Sagan (TCS)      | Chris Froome (SKY) (6), (7) | Nairo Quintana (MOV)       | Movistar Team       |
| 14.    | Chris Froome (SKY)      | Peter Sagan (TCS)      | Chris Froome (SKY) (6), (7) | Nairo Quintana (MOV)       | Movistar Team       |
| 15.    | Chris Froome (SKY)      | Peter Sagan (TCS)      | Chris Froome (SKY) (6), (7) | Nairo Quintana (MOV)       | Movistar Team       |
| 16.    | Chris Froome (SKY)      | Peter Sagan (TCS)      | Chris Froome (SKY) (6), (7) | Nairo Quintana (MOV)       | Movistar Team       |
| 17.    | Chris Froome (SKY)      | Peter Sagan (TCS)      | Chris Froome (SKY) (6), (7) | Nairo Quintana (MOV)       | Movistar Team       |
| 18.    | Chris Froome (SKY)      | Peter Sagan (TCS)      | Joaquim Rodríguez (KAT)     | Nairo Quintana (MOV)       | Movistar Team       |
| 19.    | Chris Froome (SKY)      | Peter Sagan (TCS)      | Romain Bardet (ALM)         | Nairo Quintana (MOV)       | Movistar Team       |
| 20.    | Chris Froome (SKY)      | Peter Sagan (TCS)      | Chris Froome (SKY) (8)      | Nairo Quintana (MOV)       | Movistar Team       |
| 21.    | Chris Froome (SKY)      | Peter Sagan (TCS)      | Chris Froome (SKY) (8)      | Nairo Quintana (MOV)       | Movistar Team       |
| Sieger | Chris Froome (SKY)      | Peter Sagan (TCS)      | Chris Froome (SKY)          | Nairo Quintana (MOV)       | Movistar Team       |

Anmerkungen zur Tabelle:

### Endergebnis

Die Trikot- und Wertungssieger der Tour de France 2015
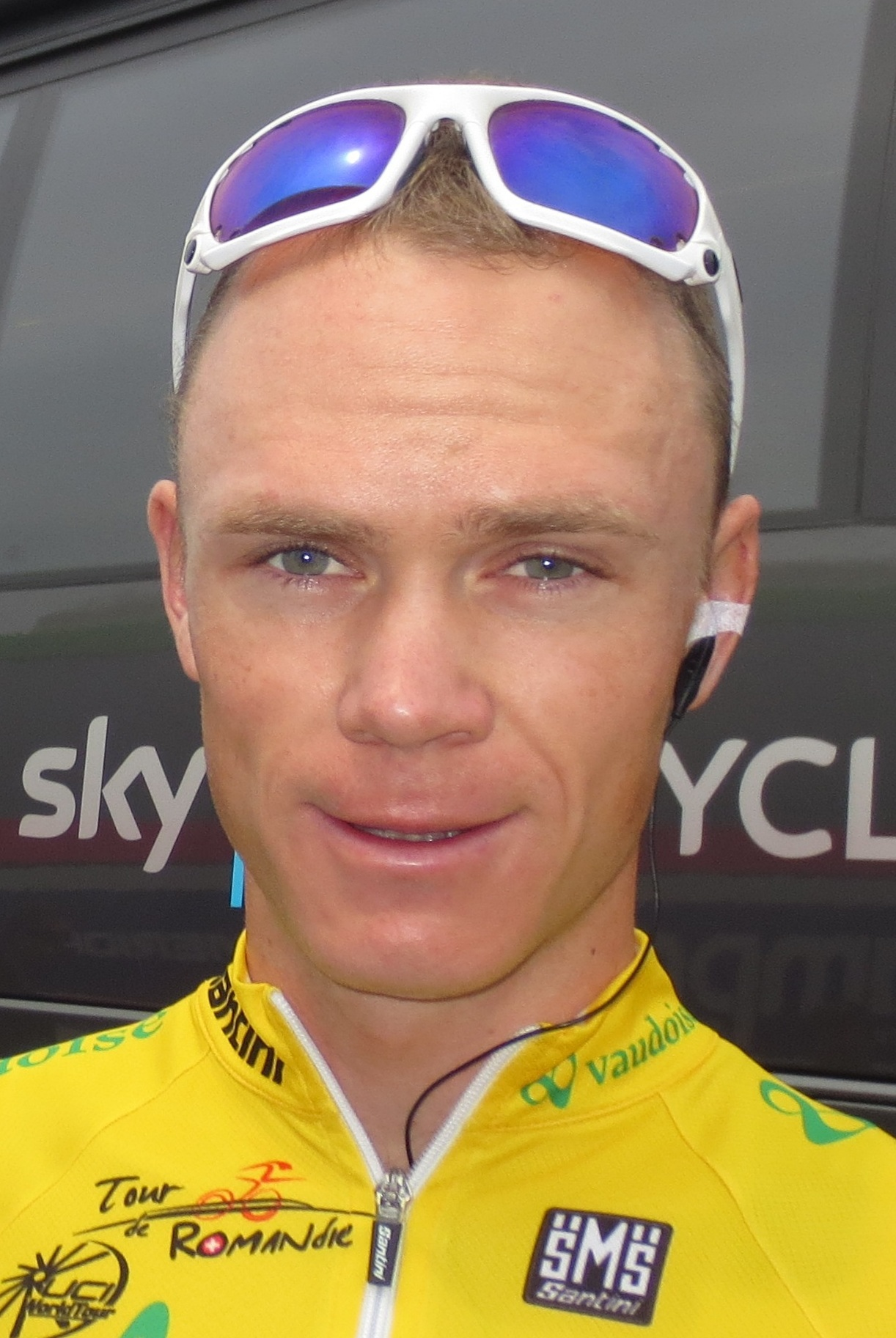
Chris Froome
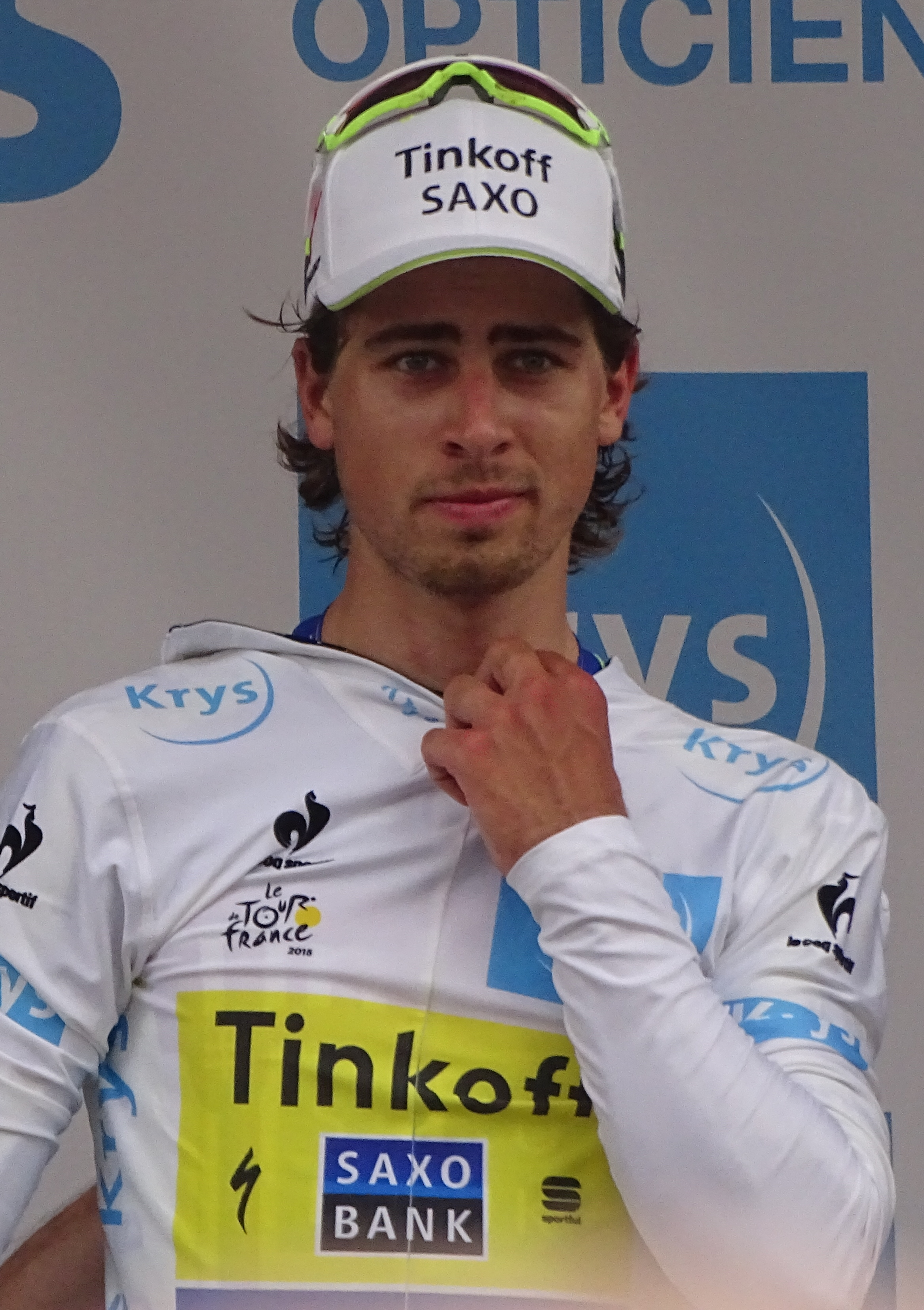
Peter Sagan
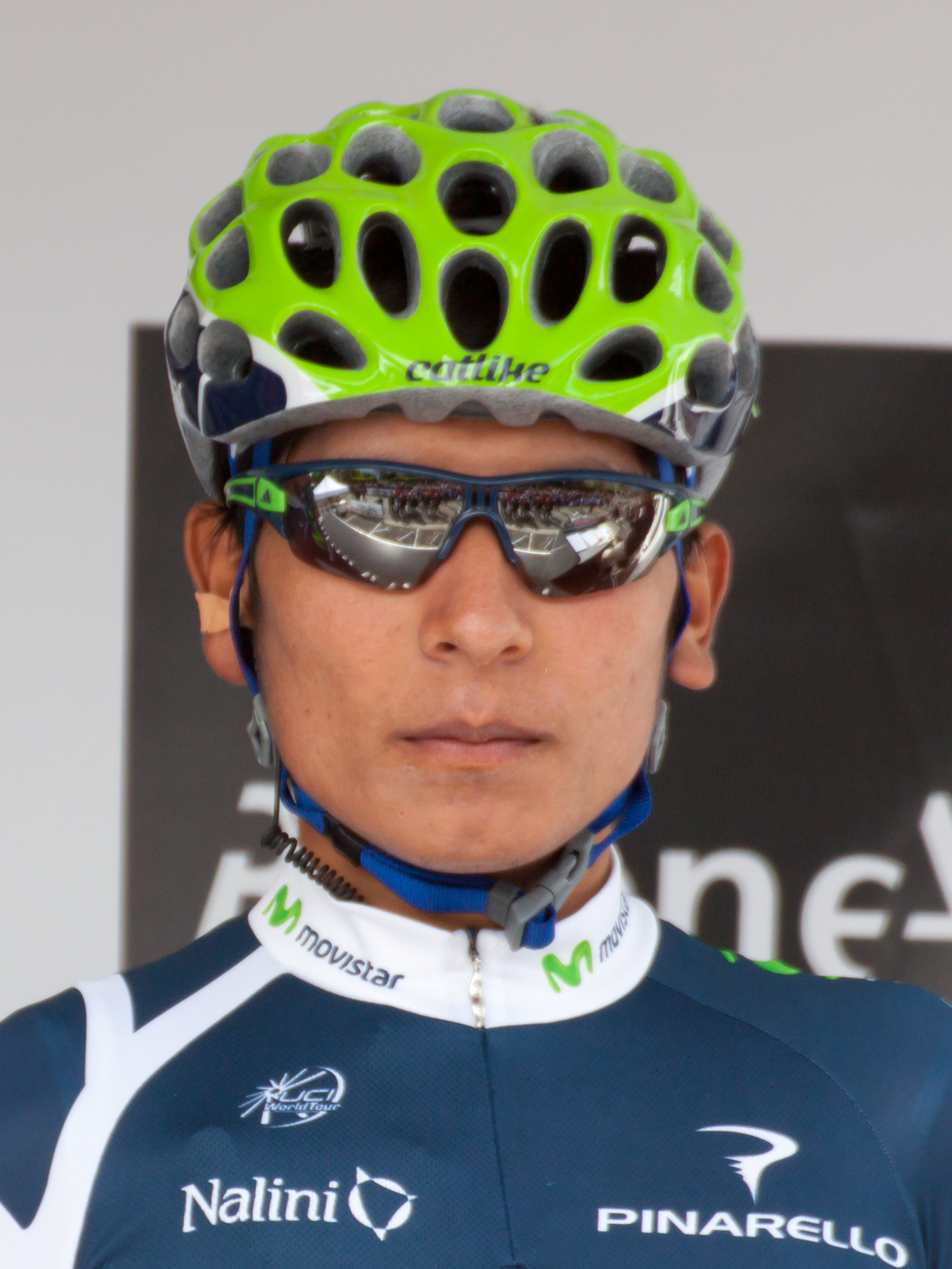
Nairo Quintana
Movistar Team
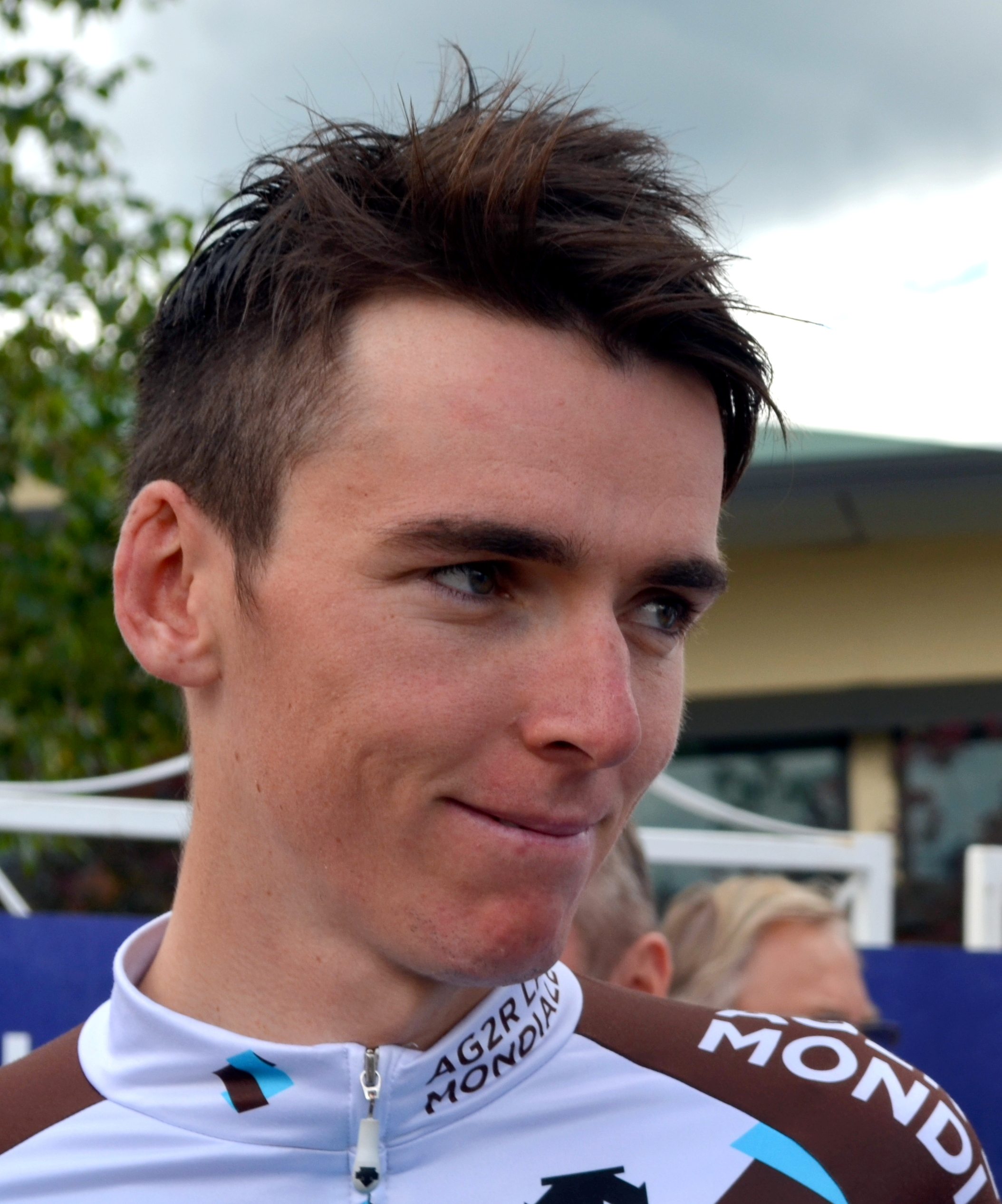
Romain Bardet

Die Rundfahrt beendeten 160 von 198 gestarteten Fahrern, das sind etwa 81 % des Teilnehmerfeldes. In 84 Stunden, 46 Minuten und 14 Sekunden gewann der Brite Chris Froome aus der Sky-Mannschaft die Tour de France nach 2013 zum zweiten Mal. Auf dem zweiten Platz folgte mit einer Minute und 12 Sekunden Rückstand der Kolumbianer Nairo Quintana (Movistar), der schon 2013 Zweitplatzierter hinter Froome gewesen war. Dritter wurde sein Mannschaftskamerad Alejandro Valverde aus Spanien, der damit bei seinen letzten sechs Teilnahmen an Grand Tours immer unter die besten Acht gekommen war und erstmals bei einer Tour de France aufs Podium fuhr. Den vierten Platz belegte Vorjahressieger Vincenzo Nibali (Astana) mit einem schon größeren Rückstand von 8 Minuten und 36 Sekunden auf Chris Froome. Platz fünf belegte der zweifache Toursieger Alberto Contador aus Spanien. Die übrige „Top Ten“ der Tour de France 2015 setzte sich aus Robert Gesink (Niederlande/Lotto NL-Jumbo), Bauke Mollema (Niederlande/Trek), Mathias Frank (Schweiz/IAM), Romain Bardet (Frankreich/ag2r La Mondiale) und Pierre Rolland (Frankreich/Europcar) zusammen. Rolland lag als Zehnter des Gesamtklassements 17 Minuten und 30 Sekunden hinter Chris Froome.
Letzter der Gesamtwertung (Lanterne Rouge, „rote Laterne“) wurde Sébastien Chavanel, der auf dem Champs-Élysées in Paris als 160. mit vier Stunden, 56 Minuten und 59 Sekunden Rückstand auf den Gesamtführenden platziert war.
In der Punktewertung war der Slowake Peter Sagan 2015 schon zum vierten Mal hintereinander siegreich. Damit gehörte er nun neben Erik Zabel und Sean Kelly zu den drei Fahrern, die das Grüne Trikot am häufigsten gewinnen konnten. Sagan sammelte besonders viele Punkte in Ausreißergruppen bei den Zwischensprints der Etappen. Der in der Punktewertung zweitplatzierte André Greipel (Lotto Soudal) gewann vier Sprintankünfte, lag aber mit 366 Punkten dennoch deutlich hinter Sagan. Auf dem dritten Rang der Sprintwertung platzierte sich Greipels Landsmann John Degenkolb (Giant-Alpecin).
Das Gepunktete Trikot gewann Chris Froome mit elf Punkten Vorsprung auf Nairo Quintana. Die ersten beiden Plätze der Gesamtwertung entsprachen damit auch denen der Bergwertung. Zuletzt hatte Eddy Merckx bei der Tour de France 1970 sowohl das Gelbe als auch das Gepunktete Trikot gewonnen. Dritter der Wertung wurde Romain Bardet mit 29 Punkten Rückstand auf Froome.
Nairo Quintana gewann im Alter von 25 Jahren zum zweiten Mal nach 2013 die Nachwuchswertung und damit das Weiße Trikot des schnellsten Jungprofis. Mit 14 Minuten und 48 Sekunden Rückstand war dort Romain Bardet zweitplatziert. Den dritten Platz belegte sein Landsmann Warren Barguil (Giant-Alpecin) mit 30 Minuten und 3 Sekunden Abstand. Von den 32 in der Nachwuchswertung gestarteten Fahrern beendeten 25 die Rundfahrt.
Die Mannschaftswertung gewann das spanische Movistar Team (Quintana, Valverde). Für die Mannschaft war es der dritte Sieg in dieser Wertung nach 1991 und 1999 (damals unter dem Namen Banesto). 57 Minuten und 23 Sekunden dahinter lag die Sky-Mannschaft um Chris Froome, auf dem dritten Platz die Mannschaft Tinkoff-Saxo um Alberto Contador mit einer Stunde und zwölf Sekunden Rückstand auf Movistar. Den 22. und letzten Platz der Mannschaftswertung belegte die Mannschaft Orica-GreenEdge. Sie hatte in dieser Wertung einen Rückstand von acht Stunden, 45 Minuten und zwei Sekunden auf den Sieger.
Als kämpferischster Fahrer der Tour wurde Romain Bardet ausgezeichnet. Die rote Rückennummer hatte der Franzose einmal bei seinem Sieg auf der 18. Etappe erhalten und war mehrfach in Fluchtgruppen vertreten.
Nach Etappensiegen waren deutsche Fahrer am erfolgreichsten, André Greipel, Tony Martin und Simon Geschke gewannen zusammen sechs Etappen. Jeweils drei Etappensiege gingen an Spanien, Großbritannien und Frankreich. Erfolgreichste Mannschaft war das Team Lotto-Soudal mit den vier Etappensiegen André Greipels. Jeweils drei Etappensiege konnten Etixx-Quick Step und das BMC-Team verbuchen.
Auszeichnungen
- Souvenir Jacques Goddet während der 11. Etappe auf dem Col du Tourmalet auf 2115 m:  Rafał Majka (TCS)
- Souvenir Henri Desgrange während der 17. Etappe auf dem Col d’Allos auf 2250 m:  Simon Geschke (TGA)

## Preisgelder
Während der Tour wurden Preisgelder in Höhe von 2.030.150 € ausgeschüttet. Davon wurden 1.009.000 € für das Gesamtklassement, 475.000 € für die Etappenwertung, 178.800 € für die Mannschaftswertung, 128.000 € für die Punktewertung, 106.850 € für die Bergwertung, 66.500 € für die Nachwuchswertung, 56.000 € für die Wertungen um den kämpferischsten Fahrer sowie 10.000 € für die Sonderwertungen (Souvenir Jacques Goddet und Souvenir Henri Desgrange) verwendet.
Die folgende Tabelle zeigt die ausgeschütteten Preisgelder für das Klassement jeder Wertung am Ende der Rundfahrt. Dazu erhielt der Führende jeder dieser Wertungen auf einer Etappe (mit Ausnahme der ersten Etappe, auf der es noch keine Führenden geben kann) ein tägliches Preisgeld von 350 € bzw. 300 €. Die Preisgelder der Gesamtwertung waren als einzige bis zum letzten Platz gestaffelt und betrugen für den 20. Platz noch 950 € und vom 91. Platz bis zum Letztklassierten 400 €.
| Platzierung            | 1.        | 2.        | 3.        | 4.       | 5.       | 6.       | 7.       | 8.      | täglich |
| ---------------------- | --------- | --------- | --------- | -------- | -------- | -------- | -------- | ------- | ------- |
| Gesamtwertung          | 450.000 € | 200.000 € | 100.000 € | 70.000 € | 50.000 € | 23.000 € | 11.500 € | 7.600 € | 350 €   |
| Punktwertung           | 25.000 €  | 15.000 €  | 10.000 €  | 4.000 €  | 3.500 €  | 3.000 €  | 2.500 €  | 2.000 € | 300 €   |
| Bergwertung            | 25.000 €  | 15.000 €  | 10.000 €  | 4.000 €  | 3.500 €  | 3.000 €  | 2.500 €  | 2.000 € | 300 €   |
| Nachwuchswertung       | 20.000 €  | 15.000 €  | 10.000 €  | 5.000 €  |          |          |          |         | 300 €   |
| Mannschaftswertung     | 50.000 €  | 30.000 €  | 20.000 €  | 12.000 € | 8.000 €  |          |          |         |         |
| Kämpferischster Fahrer | 20.000 €  |           |           |          |          |          |          |         |         |

Diese Tabelle führt die Preisgelder auf, die für Ergebnisse vergeben werden, die auf einer Etappe erzielt werden. Für die ersten zwanzig Fahrer bzw. Mannschaften einer Etappe werden Preisgelder ausgeschüttet. Die Preisgeldvergabe in den übrigen Wertungen berücksichtigt meist die ersten drei Fahrer oder nur den Gewinner der Wertung auf dieser Etappe.
| Platzierung                         | 1.       | 2.      | 3.      | Anmerkung                                |
| ----------------------------------- | -------- | ------- | ------- | ---------------------------------------- |
| Etappenwertung und Einzelzeitfahren | 8.000 €  | 4.000 € | 2.000 € | gestaffelt bis zum 20. Platz (200 €)     |
| Mannschaftszeitfahren               | 10.000 € | 5.000 € | 2.500 € | gestaffelt bis zum 20. Platz (200 €)     |
| Zwischensprints                     | 1.500 €  | 1.000 € | 500 €   | 19 Zwischensprints während der Tour      |
| Bergwertung Kat. HC                 | 800 €    | 450 €   | 300 €   | 07 Wertungen während der Tour            |
| Bergwertung Kat. 1                  | 650 €    | 400 €   | 150 €   | 07 Wertungen während der Tour            |
| Bergwertung Kat. 2                  | 500 €    | 250 €   |         | 12 Wertungen während der Tour            |
| Bergwertung Kat. 3                  | 300 €    |         |         | 12 Wertungen während der Tour            |
| Bergwertung Kat. 4                  | 200 €    |         |         | 20 Wertungen während der Tour            |
| Nachwuchsfahrer                     | 500 €    |         |         | schnellster Nachwuchsfahrer der Etappe   |
| Kämpferischster Fahrer              | 2.000 €  |         |         | ausgenommen Zeitfahren und letzte Etappe |
| Mannschaft                          | 2.800 €  |         |         | schnellste Mannschaft der Etappe         |

Nach Mannschaften verteilen sich die ausgeschütteten Preisgelder wie folgt:
| Platz | Mannschaft                   | Preisgeld |
| ----- | ---------------------------- | --------- |
| 1     | Team Sky                     | 556.630 € |
| 2     | Movistar Team                | 442.080 € |
| 3     | Tinkoff-Saxo                 | 176.350 € |
| 4     | Astana Pro Team              | 112.950 € |
| 5     | ag2r La Mondiale             | 95.330 €  |
| 6     | Lotto Soudal                 | 75.520 €  |
| 7     | Team Giant-Alpecin           | 65.810 €  |
| 8     | Etixx-Quick Step             | 63.310 €  |
| 9     | BMC Racing Team              | 52.910 €  |
| 10    | MTN-Qhubeka                  | 52.440 €  |
| 11    | FDJ                          | 44.960 €  |
| 12    | Team Europcar                | 44.150 €  |
| 13    | Team Lotto NL-Jumbo          | 41.360 €  |
| 14    | Team Katusha                 | 39.120 €  |
| 15    | Team Cannondale-Garmin       | 31.030 €  |
| 16    | Trek Factory Racing          | 28.360 €  |
| 17    | IAM Cycling                  | 22.700 €  |
| 18    | Lampre-Merida                | 20.510 €  |
| 19    | Bretagne-Séché Environnement | 19.260 €  |
| 20    | Cofidis, Solutions Crédits   | 16.340 €  |
| 21    | Bora-Argon 18                | 15.590 €  |
| 22    | Orica GreenEdge              | 10.940 €  |

## Berichterstattung
In Deutschland strahlte der Spartensender Eurosport zu allen Etappen Live-Übertragungen aus, die meist den Großteil der Etappe beinhalteten, in Ausnahmefällen sogar die komplette Etappe. Die Live-Übertragungsdauer betrug meist mindestens drei Stunden, teilweise sogar sechs Stunden. Die Etappen kommentierte Karsten Migels zusammen mit dem Experten Jean-Claude Leclercq; Informationen zu Kultur, Landschaft und weiteren Aspekten abseits des Radsports gaben die regelmäßig zwischengeschalteten Marc Rohde und Ron Ringguth. Dazu wurden auch Vor- und Nachberichte zur Tour ausgestrahlt, die unter anderem mit Greg LeMond und Juan Antonio Flecha ehemalige Tour-de-France-Teilnehmer als Moderatoren hatten.
Zudem übertrug der öffentlich-rechtliche Sender Das Erste erstmals seit 2011 wieder live von der Tour. Die Berichterstattung beinhaltete zumeist die letzte Rennstunde sowie die Zielankunft. Kommentiert wurde von Florian Naß, die Moderation im Ziel übernahm Michael Antwerpes. Außerdem gab es auch einen Livestream sowie daraus produzierte Videos auf der Website der Sportschau. Dieser zeigte die Etappen umfassender als das Fernsehprogramm in meist voller Länge und wurde von Florian Kurz kommentiert, unterstützt vom früheren Radprofi Uwe Peschel.